# شيلا ريد
شيلا ريد (ولدت في 2 أغسطس 1989) هي متسابة كندية في سباقات المضمار والميدان الرياضي في اختراق الضاحية ، سباقات الوسط وعداء المسافات الطويلة .  تنافست بشكل كامل لصالح جامعة فيلانوفا . فازت ريد ببطولة كرة القدم النسائية للبطولة عام 2010 و 2011 ، وفي يونيو 2011 أصبحت أول امرأة تفوز بسباق 5000 متر و 1500 متر في بطولة NCAA للسيدات في المضمار والميدان .   شاركت في سباق 5000 متر في ألعاب القوى في الألعاب الأولمبية الصيفية لعام 2012 ، وفي سباق 1500 متر في بطولة العالم لألعاب القوى لعام 2013 . في بداية مسيرتها المهنية، عملت كمساعد متطوع في جامعة فيلانوفا، ثم انضمت إلى أوريغون تراك كلوب إيليت في مايو 2014. 

## روابط خارجية
- شيلا ريد على موقع الاتحاد الدولي لألعاب القوى (الإنجليزية)
- شيلا ريد على موقع الاتحاد الكندي لألعاب القوى (الإنجليزية)
- شيلا ريد على موقع الدوري الماسي (الإنجليزية)
- شيلا ريد على موقع TFRRS.org (الإنجليزية)
- شيلا ريد على موقع اللجنة الأولمبية الدولية (الإنجليزية)
- شيلا ريد على موقع أوليمبيديا (الإنجليزية)
- شيلا ريد على موقع اللجنة الأولمبية الكندية (الإنجليزية)